# Klimaproteste in Berlin

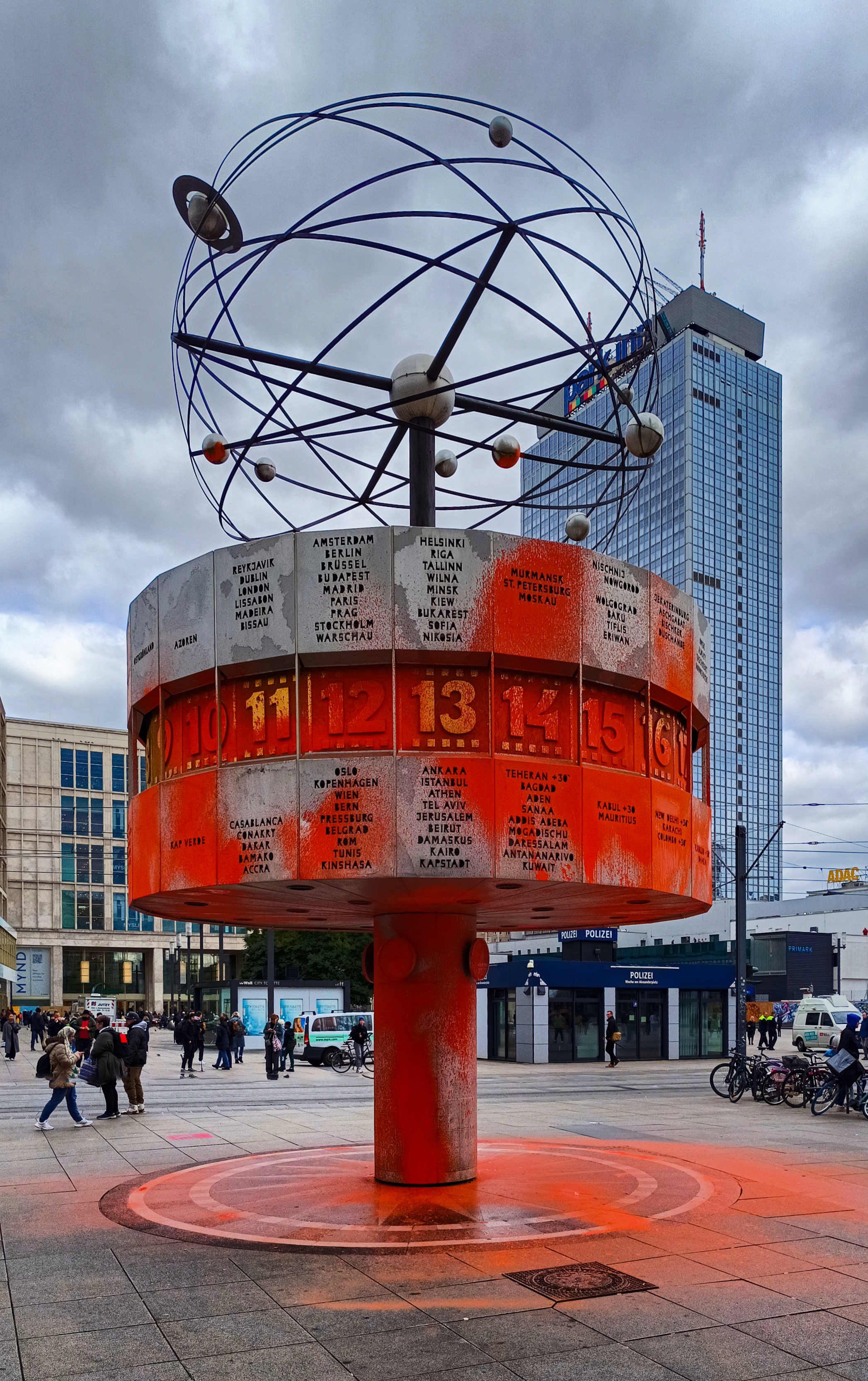
Weltzeituhr am Alexanderplatz am 17. Oktober 2023

Unter dem Titel „Aufstand der Letzten Generation“ begannen Teilnehmer des vorherigen Hungerstreiks der letzten Generation, zusammen mit Klimaaktivisten anderer Gruppen ab dem Morgen des 24. Januar 2022 Klima-Blockaden beziehungsweise Klimaproteste in Berlin. Die Blockaden fanden starken Widerspruch durch Politik, Polizei und Zivilgesellschaft.

## Verlauf

### 2022

#### Januar
Am Morgen des 24. Januar blockierten Aktivisten der Letzten Generation zum ersten Mal Straßen in Berlin. Nach Angaben der Organisatoren blockierten sie die A103 in Steglitz sowie die A114 in Pankow. An beiden Orten war die Polizei im Einsatz. Zudem wurden 24 Aktivisten im Verlaufe des Tages vorläufig festgenommen.
Wie schon am 24. Januar blockierten sie zwei Tage später am Mittwochmorgen des 26. Januar wieder die A103 in Steglitz und die A114 in Pankow. Gegen 10:30 Uhr wurden elf Personen von der Polizei von der Schloßstraße getragen. Bei zwei Personen musste der Kleber im Beisein eines Arztes gelöst werden.
Am Freitagmorgen, dem 28. Januar, blockierten sie die Straßen, mit der Forderung nach einem Essen-Retten-Gesetz zeitweise Hauptverkehrsadern. Die Autobahnen A100, A114 und A111 seien blockiert worden.
Am Morgen des 31. Januar blockierten sie die Zu- und Abfahrten an der Anschlussstelle Beusselstraße der A100. Im Laufe des Tages teilten die Aktivisten mit, dass sie die A100 am Nachmittag an der Beusselstraße und Seestraße in Wedding ein zweites Mal blockieren wollen. Daraufhin hatte es am Nachmittag in Richtung Wedding einen Stau von 30 Minuten.

#### Februar
Wegen der Ermordung zweier Polizisten im Landkreis Kusel in Rheinland-Pfalz sagten die Aktivisten am 1. Februar die geplanten Aktionen ab.
Am 4. Februar kippten die Aktivisten große Mengen Brot und andere Lebensmittel auf die A100. Zwei Aktivisten der Gruppe A100 stoppen, seilten sich am Nachmittag von der Friedenauer Brücke auf die A103 in Steglitz und hängten ihr Transparent auf. Auf diesem Stand: Mit Ach und Krach in die Klimakrise – #bittewenden #A100stoppen – sowie Abhängen ist kein Verbrechen. Außerdem beteiligten sich an der Aktion die Gruppe Bund Jugend, Sand im Getriebe.

### 2023

#### April
Nachdem es bereits in den Wochen und Monaten zuvor zu einzelnen Klima-Blockaden des Straßenverkehrs gekommen war, kündigten die Klimaaktivisten der Letzten Generation am Freitag, dem 7. April 2023 auf ihrer Webseite an, dass sie vom 24. bis 28. April und vom 1. bis 5. Mai 2023 mit vielen Straßenblockaden Berlin „zum Stillstand“ bringen wollten. Zuvor gab es am 23. April 2023 ab 15 Uhr am Brandenburger Tor eine Kundgebung.
Nachdem es bereits in den Wochen und Monaten zuvor zu einzelnen Klima-Blockaden des Straßenverkehrs gekommen war, kündigten die Klimaaktivisten der Letzten Generation am Freitag, dem 7. April 2023 auf ihrer Webseite an, dass sie vom 24. bis 28. April und vom 1. bis 5. Mai 2023 mit vielen Straßenblockaden Berlin „zum Stillstand“ bringen wollten. Zuvor gab es am 23. April 2023 ab 15 Uhr am Brandenburger Tor eine Kundgebung.
Einen Tag vor der geplanten Aktion kletterten sechs Klimaaktivisten beim zweiten Formel E-Rennen in Berlin über die Zäune auf die Rennstrecke des Tempelhofer Feldes und blockierten den Start. Die sechs Personen konnten schnell entfernt und das Rennen nach dreiminütiger Verzögerung wieder gestartet werden. Es gab keine Verletzten.
Wie angekündigt störten die Klimaaktivisten am 24. April gegen 7:30 Uhr in Berlin den Berufsverkehr. Über den Tag gab es 42 Aktionen, die meisten davon vormittags, unter anderem auf der Stadtautobahn A 100, in Wilmersdorf auf der Konstanzer Straße/Ecke Hohenzollerndamm, am Großen Stern in Tiergarten, in Mitte auf der Leipziger Straße/Ecke Breite Straße, auf der Hauptstraße in Schöneberg, am Hermannplatz in Neukölln, in Lichtenberg auf der Frankfurter Allee stadteinwärts, in Friedrichshain auf der Landsberger Allee stadteinwärts, in Wedding auf der Müllerstraße/Ecke Fennstraße, in Prenzlauer Berg auf der Danziger Straße sowie auf der Greifswalder Straße. Bei diesen Aktionen wurden 15 Behinderungen von Einsatzfahrzeugen gemeldet, die Berliner Polizei war mit einem Hubschrauber und 500 Beamten im Einsatz. An der Protestaktion beteiligten sich insgesamt 255 Klimaaktivisten. Es wurden nach Polizeiangaben an diesem Tag 260 Strafermittlungsverfahren, unter anderem wegen Nötigung im Straßenverkehr und Widerstand eingeleitet sowie 151 Anzeigen wegen Ordnungswidrigkeiten gestellt.
Die Letzte Generation wertete den Protesttag als Erfolg. An den Protesten beteiligte sich auch die Gruppe Scientist Rebellion.
Am Dienstag, dem 25. April, waren seit dem Morgen 700 Polizisten im Einsatz, da man wieder mit Straßenblockaden im morgendlichen Berufsverkehr rechnete, die aber ausblieben. Gegen 15:30 Uhr wurden wieder Straßen blockiert, die stadtauswärts führten. Die Polizei zählte 25 Aktionen, von denen 14 in den ersten zwei Stunden aufgelöst wurden. Betroffen waren die A100 Richtung Wedding zwischen Spandauer Damm und Rudolf-Wissell-Brücke, die A100 Richtung Neukölln, Höhe Hohenzollerndamm, Tempelhofer Damm in Höhe des S-Bahnhofs Tempelhof, der Ernst-Reuter-Platz, die Ecke Hauptstraße/Dominicusstraße in Schöneberg, die Ecke Müllerstraße/Sellerstraße im Wedding, sowie die Ecken Frankfurter Allee/Gürtelstraße, Prenzlauer Allee/Fröbelstraße und Greifswalder Straße/Storkower Straße. Gegen 20 Uhr waren alle Blockaden aufgelöst.
Zwischen 9 Uhr und 11:30 Uhr fand am 26. April ein öffentlicher Brunch und ein Probetraining der Letzten Generation in der St.-Thomas-Kirche am Mariannenplatz in Kreuzberg statt. In der Kirche versammelten sich 200 Protestierende zu einem Protestmarsch, der ab 11:30 Uhr von 30 Polizistinnen und Polizisten begleitet wurde. Den Auszug aus der Kirche begleiteten sie selbst in einem Video und marschierten über den Bethaniendamm in Richtung Spree. Am späten Mittag erreichte der Marsch den Alexanderplatz, von dort ging es weiter zum Marx-Engels-Forum, wo die Letzte Generation eine Abschlusskundgebung abhielt. Der Protestmarsch lief friedlich ab. Bei der Abschlusskundgebung dankte die Gruppierung der Polizei für ihre Unterstützung und erklärte den Klimaprotest für heute für beendet.
Ab dem frühen Morgen des 27. Aprils zählte die Polizei 15 Blockaden. Gegen 7:40 Uhr blockierten die Klimaaktivisten wieder den morgendlichen Berufsverkehr. Es kam zu Straßenblockaden auf der A100 gegen 8 Uhr in Richtung Wedding auf der Rudolf-Wissell-Brücke, vor dem Spandauer Damm, auf der Eberswalder Straße stadteinwärts in Höhe Schönhauser Allee in Prenzlauer Berg, in Friedrichshain, Frankfurter Allee in Höhe Pettenkoferstraße, auf der Landsberger-Allee / Conrad-Blenkle-Straße in Pankow, am Kurfürstendamm in Höhe Adenauerplatz in Charlottenburg-Wilmersdorf, am Ernst-Reuter-Platz / Hardenbergstraße in Charlottenburg-Wilmersdorf, auf der Puschkinallee/Elsenstraße in Treptow, Dominicusstraße/Ebersstraße in Schöneberg, Danziger Straße in Höhe Prenzlauer Allee in Pankow sowie auf der Müllerstraße/Fennstraße im Wedding. Diesmal war die Polizei schneller vor Ort und verhinderte die Aktionen beziehungsweise löste die Menschenansammlungen auf. Am frühen Morgen trat ein Passant am Hermannplatz mit einem entzündeten Feuerzeug an die angeklebte Hand des Aktivisten um den Klebstoff zu entzünden. Die Polizeibeamten hielten den Mann fest und leiteten Ermittlungen wegen versuchter gefährlicher Körperverletzung ein. Am Nachmittag startete am Alexanderplatz ein Protestmarsch der Letzten Generation, der dann über die dicht befahrene Straße Unter den Linden verlief – ohne dass dies zuvor bekannt war – und erneut den Autoverkehr blockierte.
Am Freitagmorgen dem 28. April waren ca. 500 Polizisten im Einsatz und lösten 14 Blockaden auf. Am Ernst-Reuter-Platz und am S-Bahnhof Hohenzollerndamm verhinderte die Polizei, dass sich Aktivisten auf der Straße festklebten.
Nach der ersten Protestwoche der Letzten Generation zog die Berliner Polizei am Freitag eine vorläufige Einsatzbilanz. Demnach seien 555 Strafanzeigen gestellt und 320 Ordnungswidrigkeitsverfahren eingeleitet worden. Es gab an über 78 verschiedenen Orten Protestaktionen. In der Hauptstadt habe die Polizei insgesamt 829 Teilnehmende gezählt, 202 von ihnen hatten sich den Angaben zufolge auf Straßen festgeklebt. Dabei hätten die Aktivisten 21 Rettungswageneinsätze behindert und sieben Einsatzkräfte wurden verletzt.
Die Letzte Generation hatten am 29. April zu einem Protestmarsch in Kreuzberg auf der Hasenheide Höhe Gräfestraße aufgerufen. Ab 15 Uhr gingen 100 Klimaaktivisten langsam über die Gneisenaustraße in Richtung Gleisdreieckpark. Die Bummeldemonstration war angemeldet und wurde von der Polizei begleitet. Einige Klimaaktivisten färbten das Wasser im Neptunbrunnen am Alexanderplatz mit schwarzem Pulver und übergossen sich selbst mit schwarzem Leim, der wie Erdöl aussehen sollte. Ursprünglich wollten sie den Märchenbrunnen im Volkspark Friedrichshain schwarz färben, denn die Märchen-Slogans auf ihren Schildern zeigen, wo sie eigentlich hin wollten. Auf ihren Schildern stand en Slogans wie Märchenhafte Gewinne mit tödlichem Erdöl oder Öl = märchenhafte Profite für wenige sowie Die Öllobby erzählt uns tödliche Märchen. Am frühen Nachmittag setzten sich 18 Klimaaktivisten auf die Tauentzienstraße, klebten sich fest und ca. 100 Personen versammelten sich ebenfalls auf der Straße. Die Polizei beendete die Menschenansammlung binnen 30 Minuten.

#### Mai
Auch im Vorfeld eines Treffens am 2. Mai von Mitgliedern der Letzten Generation mit Bundesverkehrsminister Volker Wissing (FDP) wurden erneut im morgendlichen Berufsverkehr fast täglich Straßen und Kreuzungen in Berlin blockiert. Bis zu 300 Polizisten wurden eingesetzt. Es war auch weiterhin kein Ende der Blockaden abzusehen; die Blockierer kündigten ihrerseits weitere Proteste an. Das Gespräch wurde von der Letzten Generation als „produktiv“ gelobt. Wissing kritisierte seinerseits die Blockadeaktionen.
Vom 2. bis zum 6. Mai kam es zudem täglich zu einem Protestmarsch, der am Brandenburger Tor startete.  Auch an den Vortagen kam es zu weiteren Blockaden, laut Polizei teils „mit erheblichen Behinderungen und vielen Staus“. Am 5. Mai gab es erneute Straßenblockaden vieler neuralgischer Punkte im Berliner Innenstadtbereich.
Am Morgen des 7. Mai 2023 wurde wie bereits im März des Jahres- das Berliner Grundgesetz-Denkmal mit roter Farbe beschmiert.
Nachdem es in der Woche ab dem 8. Mai nur zu Protestmärschen, nicht jedoch zu größeren Blockaden kam – es sollten unter anderem zunächst neue Unterstützer geschult werden –, wurden ab Montag, 15. Mai trotz des gleichzeitig angekündigten Eisenbahnerstreiks der EVG erneute Klima-Blockaden des Straßenverkehrs angekündigt.
In der Woche vom 22. Mai kam es wie in der Vorwoche erneut zu Blockadeaktionen. Als Neuerung klebten sich die Blockierer auf Mietwagen und gegenseitig aneinander fest, so unter anderem an der Ausfahrt Hohenzollerndamm der A100 in Berlin-Charlottenburg sowie rund einem Dutzend weiterer Stellen in der Stadt. In ganz Berlin waren 250 Polizisten im Einsatz. Leihwagen-Anbieter distanzierten sich von der Protestgruppe. Eine weitere Neuerung, die zur Anwendung kam, war die Verwendung von Kupferrohren, um sich an die Antriebsachse eines Autos zu kleben. Dadurch konnte die Auflösung von Blockaden stark verzögert werden. Des Weiteren wurden Quarzsand-Gemische oder Schnellbeton zum Festkleben am Asphalt verwendet.

#### Juni–August
Am 2. Juni fand ein Protestmarsch in Berlin statt, der auch zu Verkehrsbehinderungen führte. Einige der Blockierer kündigten an, die Straßenblockaden unterbrechen und gezielte Aktionen „gegen Reiche“ durchführen zu wollen, nachdem zuvor angekündigt worden war, vom 5. bis 12. Juni weitere Straßenblockaden durchführen zu wollen. Vom 15. Juli bis 6. August wurde jedoch eine Sommerpause angekündigt, der eine Kampagne zur bayrischen Landtagswahl folgen sollte. Erst im Herbst sollte dann erneut Berlin im Fokus von Aktionen stehen. Am Montag, 5. Juni kam es jedoch entgegen dieser Ankündigungen erneut in Berlin zu Straßenblockaden.

#### September

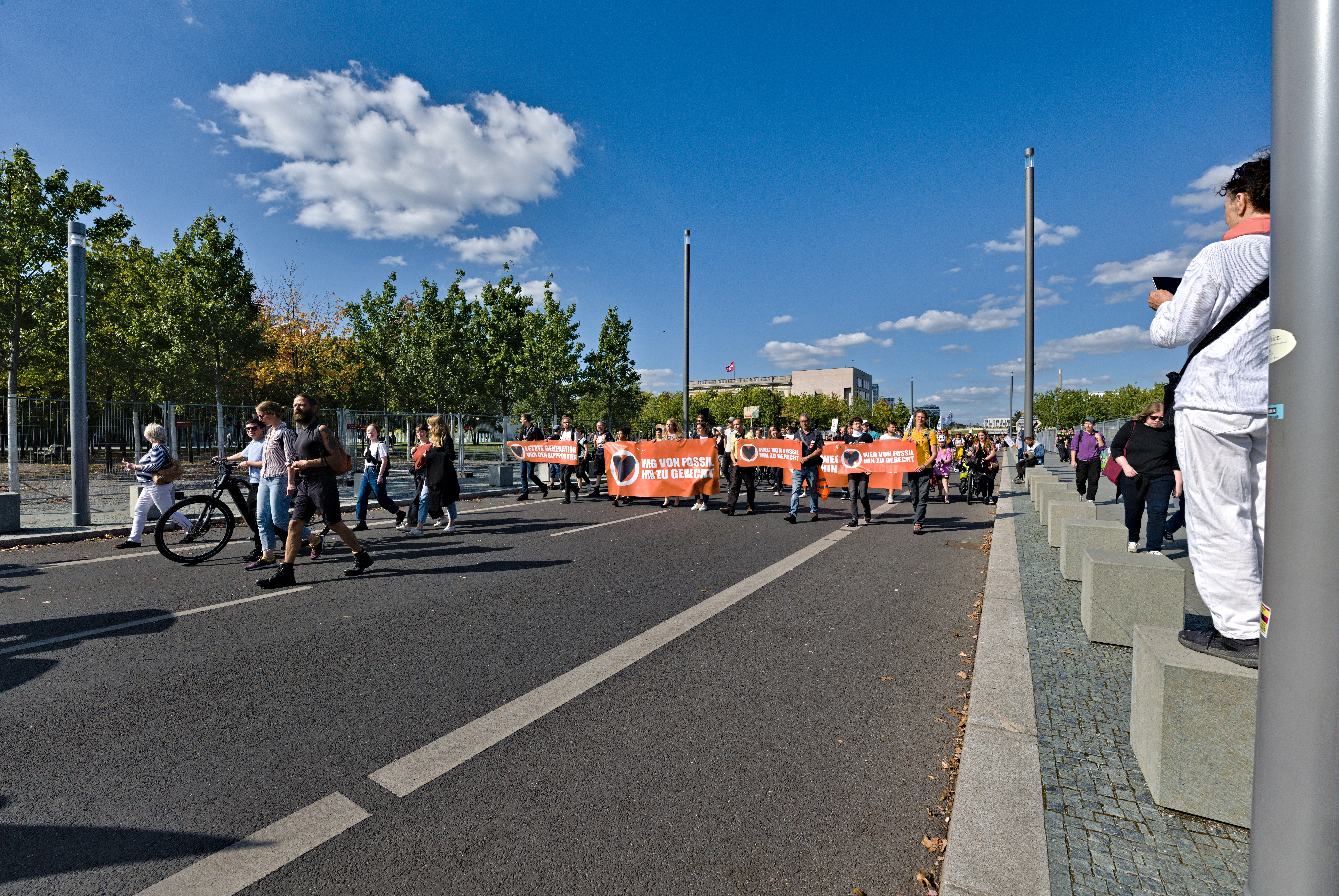
Demonstration am 15. September 2023

Am 15. September 2023 begannen im Rahmen eines „globalen Klimastreiks“ weitere Aktionen mit einem Demonstrationszug. Nachdem am 17. September das Brandenburger Tor großflächig mit Farbe beschmiert worden war, folgten am 18. September die nächsten Straßenblockaden. An mehr als 20 Stellen in Berlin wurden Straßen blockiert, die Letzte Generation selbst sprach von über 30 Blockaden. Die Polizei löste in einer mehrstündigen Aktion mit etwa 500 Beamten die Blockadeaktionen auf. Von 155 Blockierern wurden die Personalien festgestellt und teils Strafanzeigen gestellt. Auch am 22. September kam es zu weiteren Blockaden, ebenso am 26., 28. und 29. September.

#### Oktober
Am 12. Oktober wurden mit einer Farbaktion die Berliner Stadtautobahnen blockiert. Am 17. Oktober wurde die Weltzeituhr am Alexanderplatz mit Farbe beschmiert. Am 19. Oktober folgten Blockaden der Stadtautobahnen.

## Bildergalerie

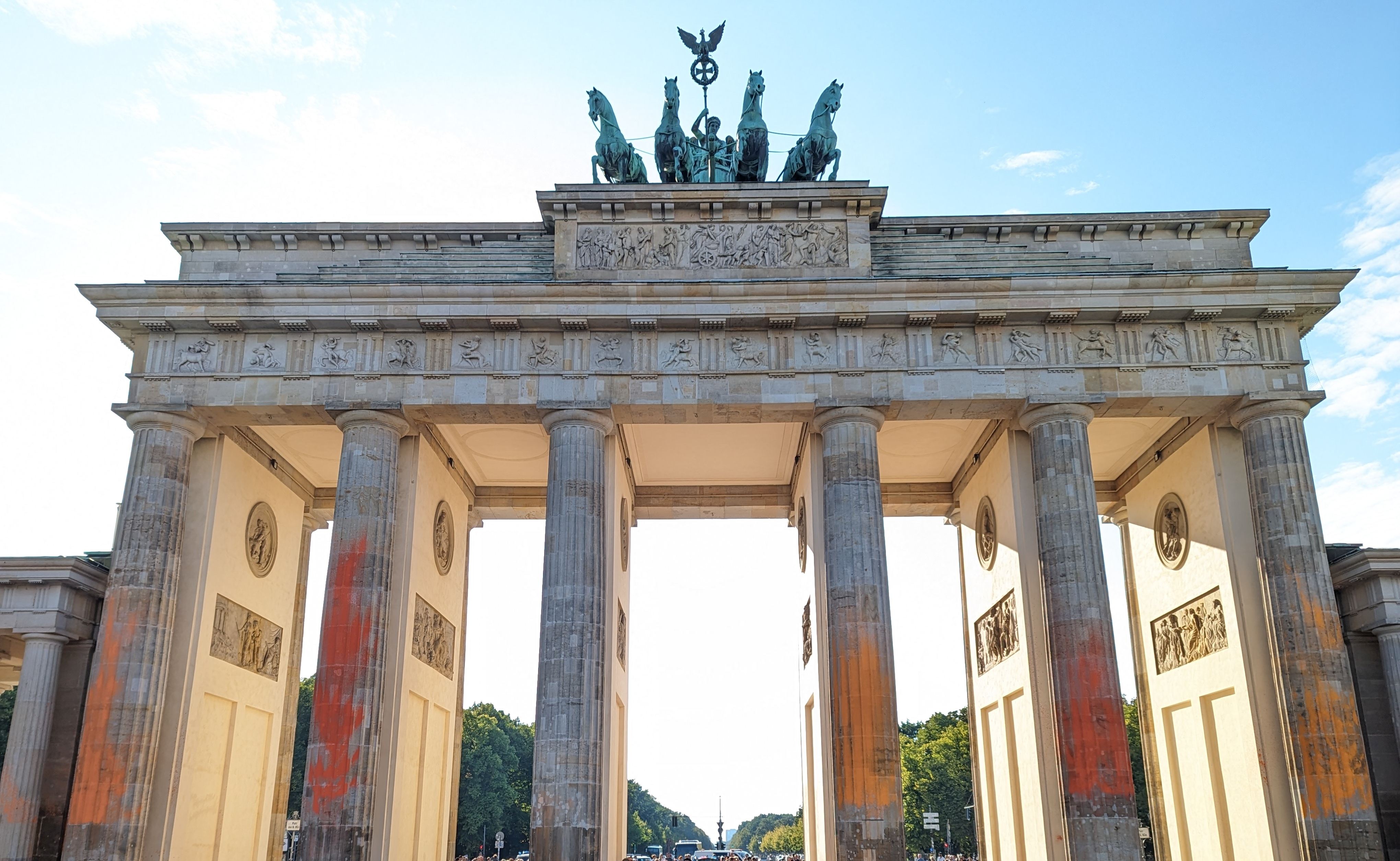
Brandenburger Tor
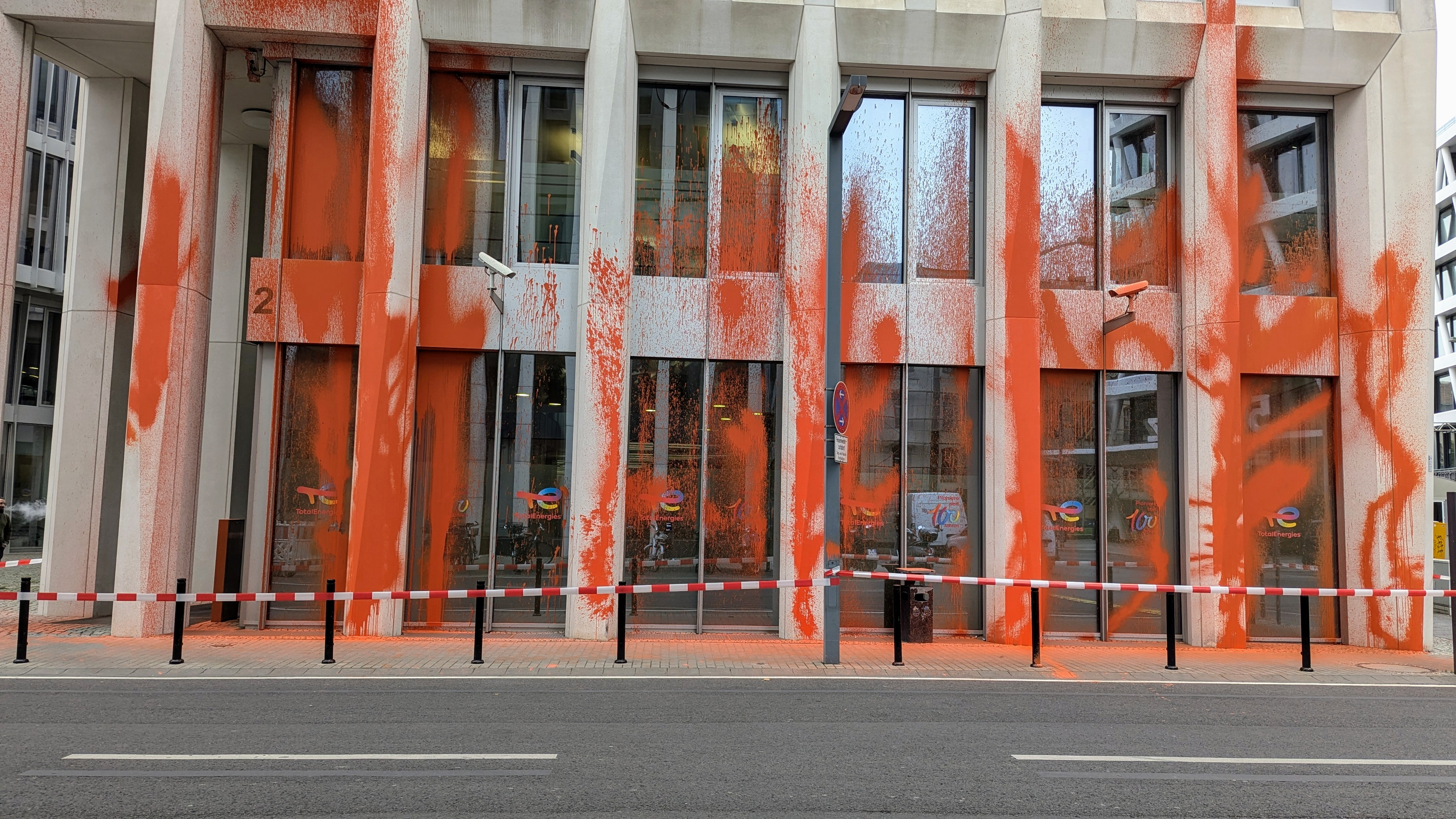
TotalEnergies
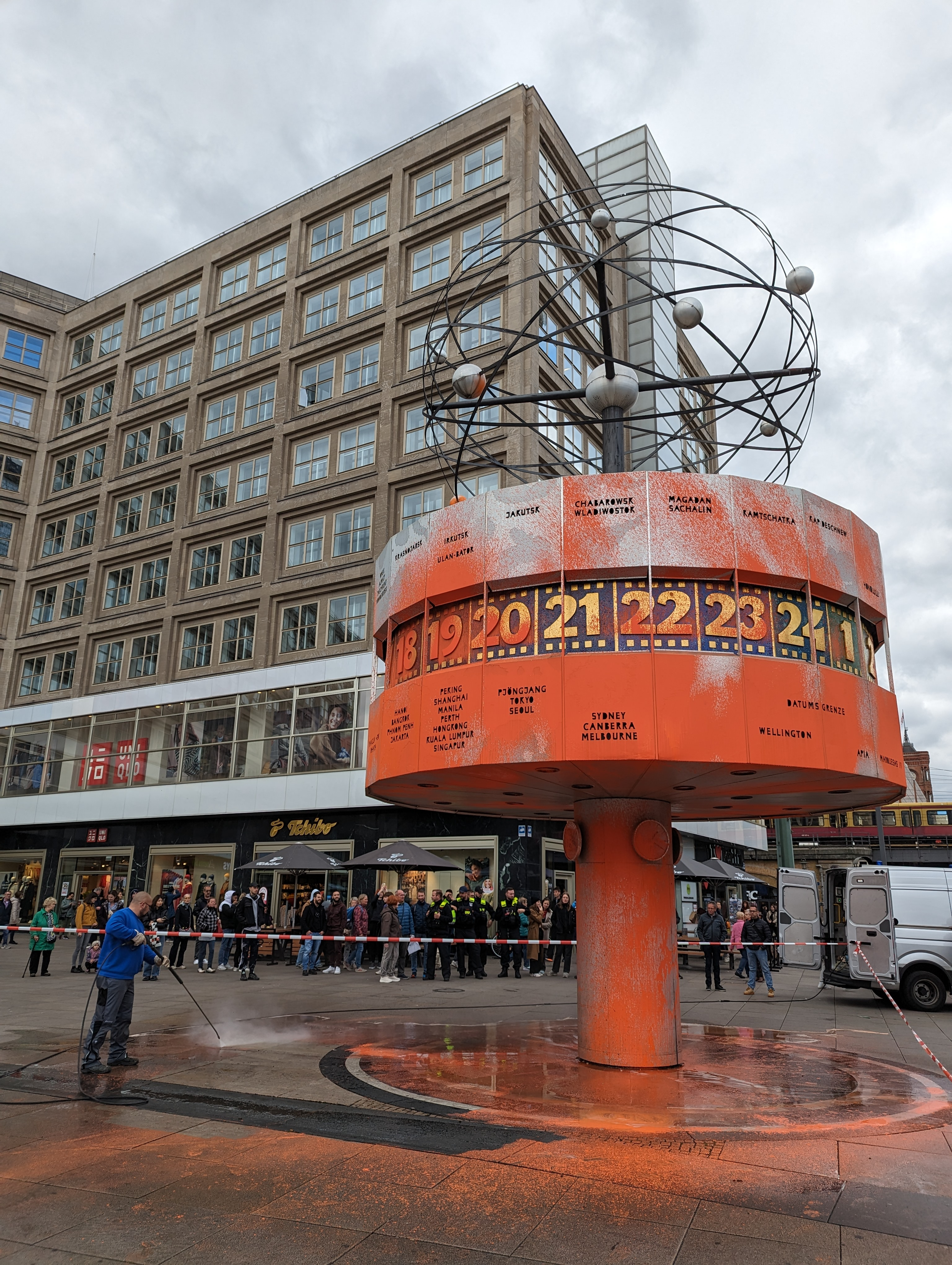
Weltzeituhr

## Rezeption
Die deutsche Bundesregierung kritisierte die Aktionen „als massive Störungen der öffentlichen Ordnung“ und gab an, „solche Protestformen“ nicht zu unterstützen. Insbesondere Verkehrsminister Volker Wissing (FDP) und Innenministerin Nancy Faeser (SPD) äußerten sich dementsprechend. Faeser sagte, die „Klimakrise“ könne nur „demokratisch“ bekämpft werden. Der Rechtsstaat lasse sich „nicht auf der Nase herumtanzen“. Bundesumweltministerin Steffi Lemke (Bündnis 90/Die Grünen) sagte, die Blockadeaktionen würden dem Klimaschutz nicht auf Dauer helfen. Zwar äußerte sie Verständnis für die Anliegen der Demonstranten, befürchtete aber zugleich ein Ansteigen „von Frust und Wut in der Bevölkerung parallel zu Wut und Frust über zu wenig Klimaschutz“.
Heiko Teggatz, stellvertretender Chef der DPolG Bundespolizeigewerkschaft, bezeichnete die Blockadeteilnehmer als „Klimachaoten“ und „Idioten“ und forderte einen „Unterbindungsgewahrsam nach bayerischem Vorbild“ von 30 Tagen. Auch der Chef der Deutschen Polizeigewerkschaft, Rainer Wendt, forderte ein härteres Vorgehen. Wendt sagte im April, es sei kein Zufall, dass sich die Blockierer Berlin und nicht München ausgesucht hätten.
In der Bevölkerung wurden die Blockadeaktionen schon im Mai mehrheitlich abgelehnt: Drei Viertel der Befragten lehnten Straßenblockaden laut einer Umfrage des Meinungsforschungsinstituts YouGov ab, darunter 60 % „voll und ganz“ und 16 % „eher“. 13 % befürworteten die Aktionen „eher“, fünf Prozent „voll und ganz“. Die fehlenden Prozentanteile entfielen auf „unentschieden“ oder „keine Angaben“. Im Juni ergab eine Umfrage, dass 85 % der Befragten die Aktionen für „nicht gerechtfertigt“ hielten.
Auch in vielen namhaften ausländischen Medien, wie der amerikanischen Washington Post, der französischen Le Monde sowie der arabischen al-Arabiya wurde über die Blockaden berichtet.
Nach dem Terrorangriff der Hamas auf Israel 2023 appellierte die Deutsch-Israelische Gesellschaft an die Organisation, für den Schutz der in Berlin lebenden Juden von ihren Aktionen abzusehen. Präsident Volker Beck schrieb, wer Andere zu einer verantwortlichen Klimapolitik bringen wolle, müsse selber zeigen, dass Verantwortung für ihn keine leere Floskel sei: „Aktionen, die viele Polizeikräfte binden, sind jetzt unverantwortlich und gefährden somit mittelbar auch die Sicherheit von Jüdinnen und Juden“. Der Regierende Bürgermeister Kai Wegner und Innensenatorin Iris Spranger äußerten sich ähnlich.

## Juristische Folgen
In Berlin wurde aufgrund der Proteste eine Gesetzesänderung durch die Fraktion der CDU geplant. Bereits seit Dezember 2022 wurde von dieser und dem jetzigen designierten Bürgermeister Kai Wegner gefordert, dass der Unterbindungsgewahrsam von zwei auf vier Tage verlängert werden solle. Diese Forderungen wurden in den Koalitionsvertrag von CDU und SPD aufgenommen. Dabei kam es zu unterschiedlichen Angaben von Polizei und Justiz über Zahlen von Ingewahrsamnahmen und Freilassungen aus dem Gewahrsam. Die Polizei teilte mit, auf richterliche Anordnung seien alle festgenommenen Blockierer wieder freigekommen; der Justiz war jedoch nur ein Antrag auf Ingewahrsamnahme bekannt.
Im Mai kündigte Innensenatorin Iris Spranger (SPD) entsprechend an, in Abstimmung mit der neuen Justizsenatorin Felor Badenberg (parteilos) den Unterbindungsgewahrsam von zwei auf fünf Tage verlängern zu wollen. Der im Oktober den Parlamentsausschüssen zur Diskussion vorgelegte Gesetzentwurf zur Verlängerung beträfe allerdings nur Terroristen oder schwere Straftäter, für Vergehen oder Straftaten wie bei den Blockaden bliebe es bei 48 Stunden.

## Juristische Aufarbeitung
Die Berliner Staatsanwaltschaft teilte am 10. Mai mit, der anhaltende Protest habe bislang zu knapp 2000 Verfahren geführt. In etwa 1790 Fällen ging es um Aktionen der Letzten Generation, die übrigen Verfahren richten sich gegen Mitglieder von Extinction Rebellion. Ein Blockierer hatte wegen eines Schmerzgriffs eines Berliner Polizisten bei einer Blockade am 20. April geklagt. Es kam unter anderem zu einer viralen Debatte im Internet um die Schmerzgriffe als mögliche Polizeigewalt. Die Richter wiesen jedoch den Eilantrag des Demonstranten als unzulässig zurück, zugleich den Versuch, die Polizei zu verpflichten, den Schmerzgriff künftig zu unterlassen.
Bürgermeister Wegner sagte Ende Mai 2023, er wolle juristisch prüfen, inwieweit die Blockierer für die Schäden, die sie verursachen, zur Kasse gebeten werden können. Er sagte: „Ich habe den festen Willen, Berlin aus der Geiselhaft dieser Chaoten zu befreien.“ Justizsenatorin Badenberg kündigte darüber hinaus an, prüfen zu wollen, ob es sich bei der Letzten Generation um eine kriminelle Vereinigung handelt. Dafür spräche, dass das Leben und der Alltag der Menschen in Berlin durch deren Aktivitäten erheblich beeinträchtigt und mitunter auch gefährdet seien. Die Gewerkschaft der Polizei begrüßte dies und forderte zudem, Wiederholungstätern den Führerschein zu entziehen.
Die Berliner Feuerwehr gab bekannt, dass bis 17. Mai 2023 in 104 Fällen Rettungswagen behindert wurden. Die Folgen für die betroffenen Patienten wurden nicht erfasst.